# Église Notre-Dame de Magneville
Pour les articles homonymes, voir Église Notre-Dame.
L'église Notre-Dame de Magneville est un édifice catholique qui se dresse sur le territoire de la commune française de Magneville dans le département de la Manche, en région Normandie. L'édifice est inscrit au titre des monuments historiques.

## Localisation
L'église Notre-Dame est située dans le bourg de Magneville, dans le département français de la Manche.

## Historique
L'église est mentionnée au milieu du XIe siècle.
L'église est reconstruite du XIIe au XVe siècle : le chœur est reconstruit au XIIe siècle, la nef au XIIIe siècle et le clocher en dernier en 1481 selon une inscription.
Une voûte de plâtre est installée  dans la nef en 1862. L'abside est datée du XIXe siècle.

## Description
L'église comporte des chapiteaux à motifs floraux.

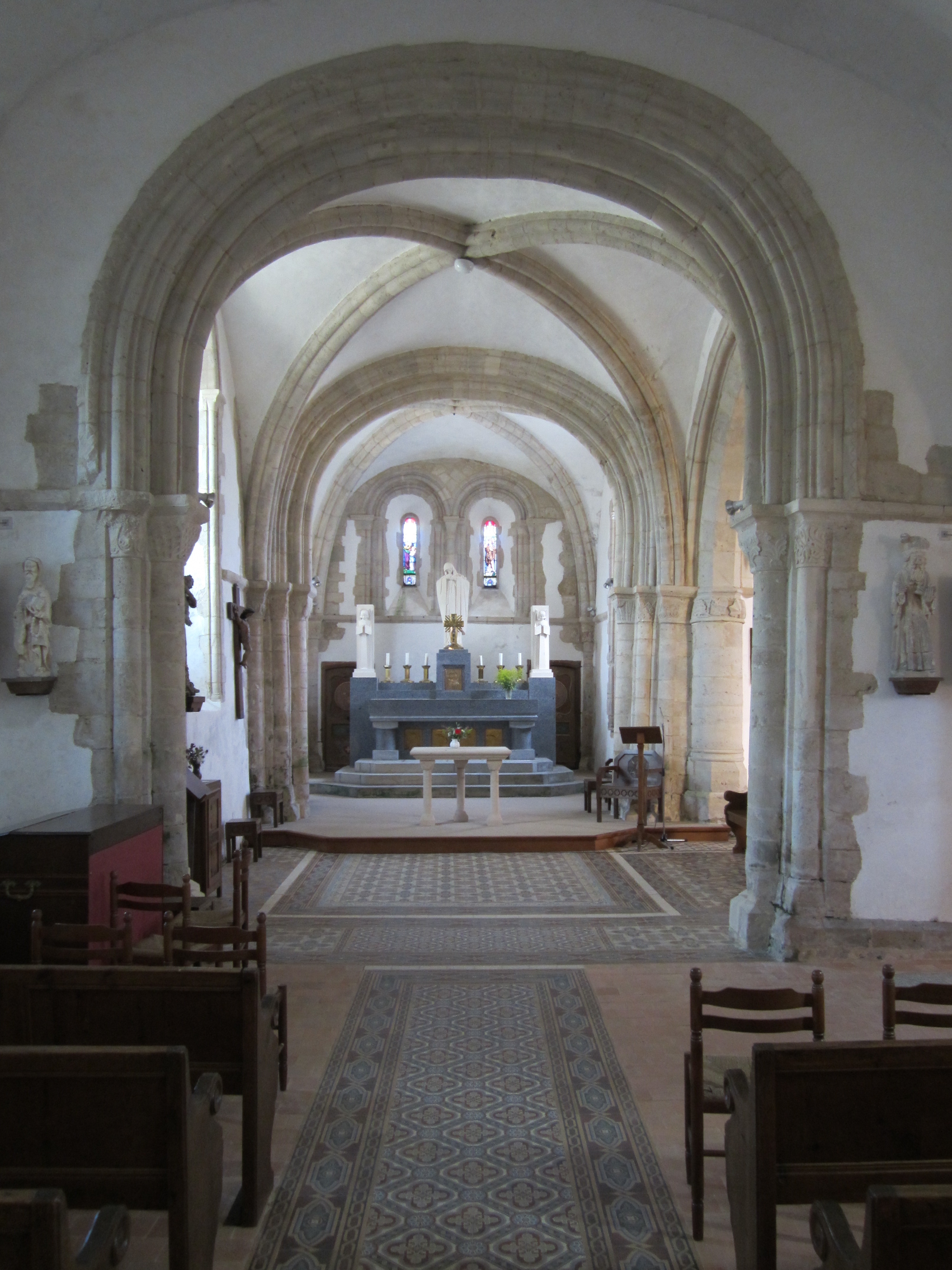
L'arc triomphal.
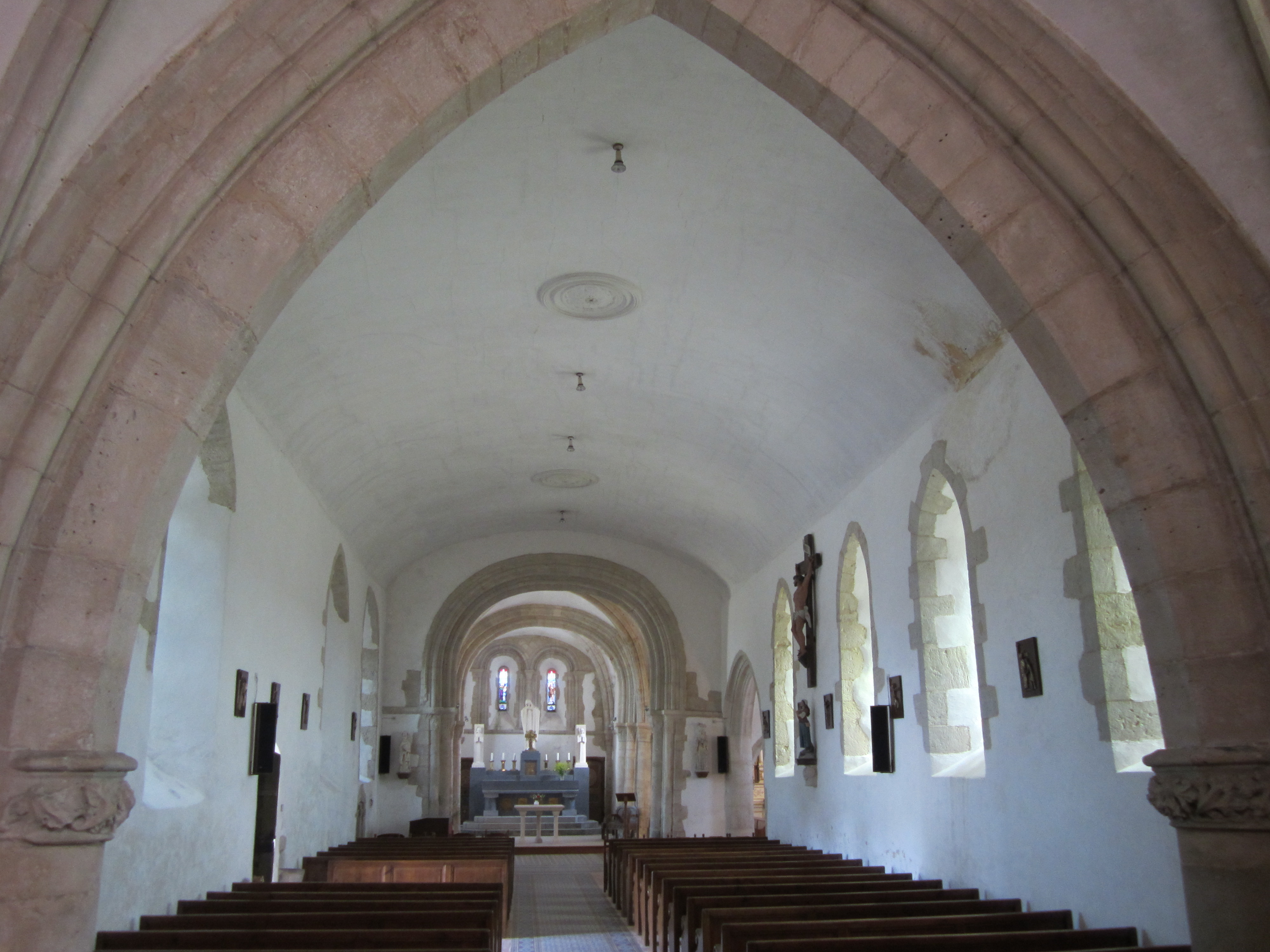
La nef.
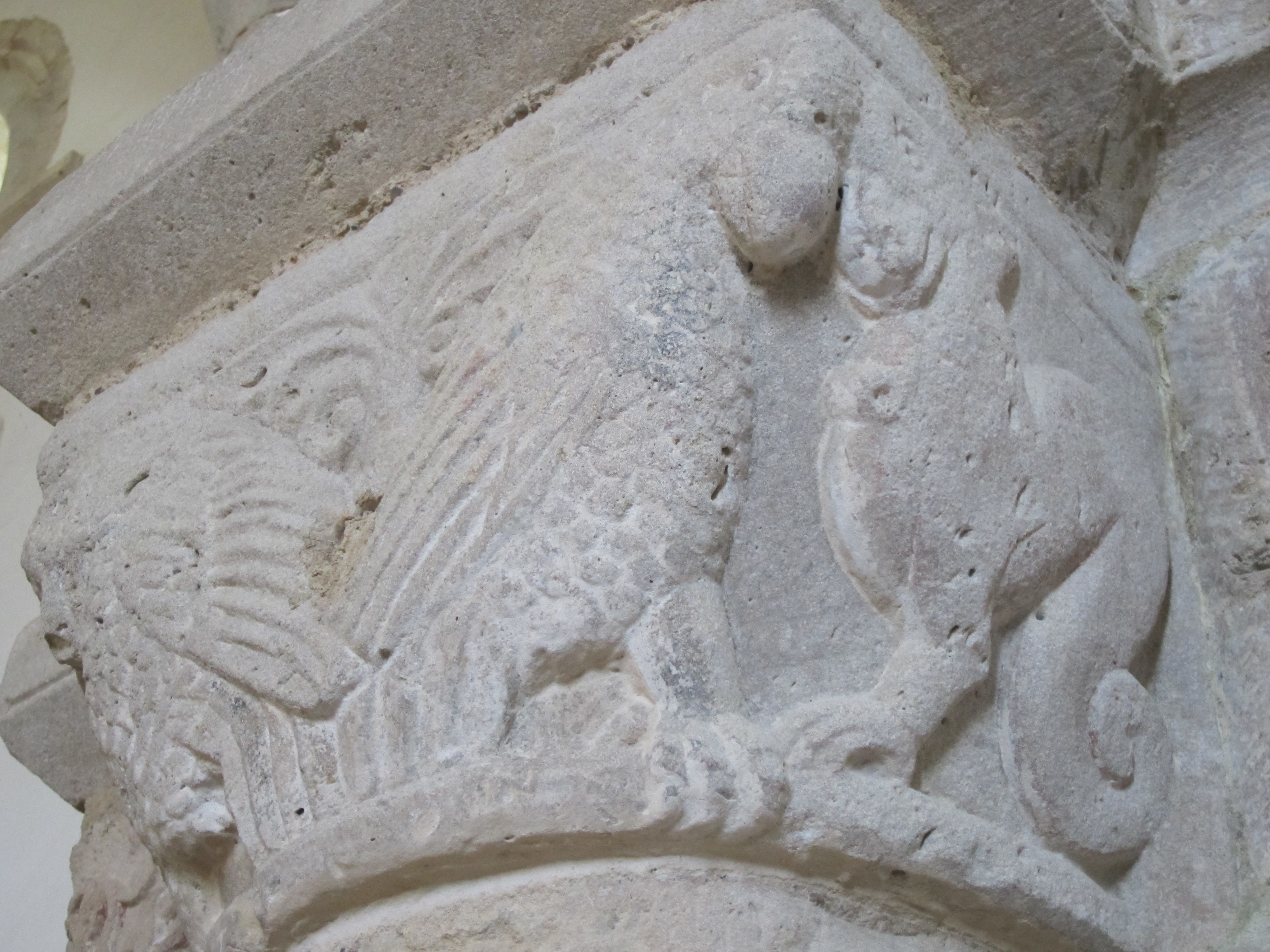
Un des chapiteaux romans.

## Protection
L'église est inscrite au titre des monuments historiques par arrêté du 19 décembre 1985.

## Mobilier
L'église abrite diverses œuvres classées monuments historiques au titre objet : dont les fonts baptismaux polychromes romans du XIIe siècle composé d'une cuve carrée reposant sur un pilier rond, classés le 16 novembre 1998, ainsi qu'un retable de l'Ordre des Trinitaires  pour le Rachat des captifs du XVIIe siècle.
Sont conservés également un maître-autel (XXe siècle), un haut-relief Vierge à l'Enfant (XVIe siècle), une statue de saint Jacques le Majeur (XVe siècle), une statue de saint Gilles et sa biche, XVIe siècle, une verrière (XIXe et XXe siècles) de Paul Bony et Gérard Bourget.

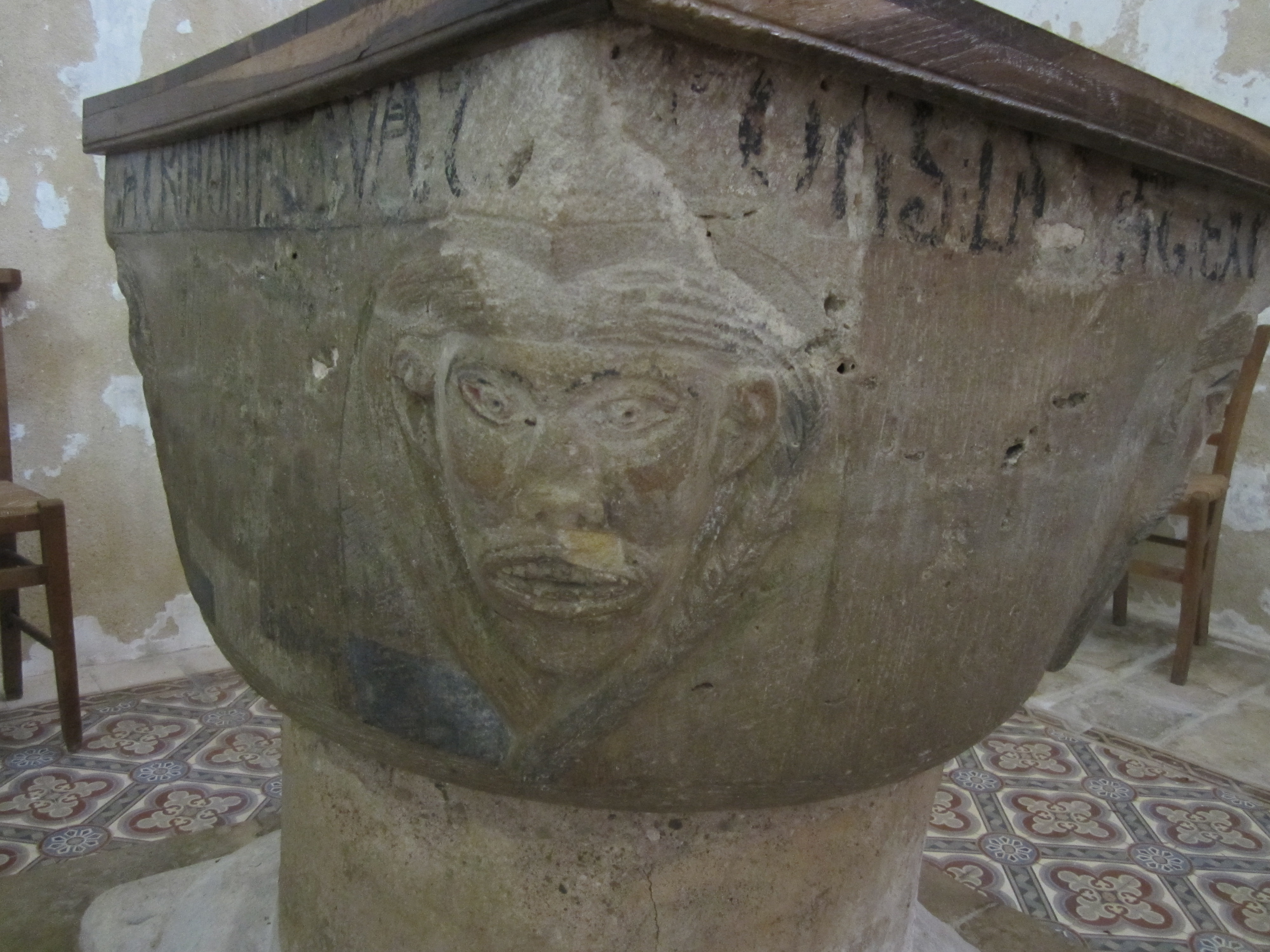
Un des côtés des fonts baptismaux romans.
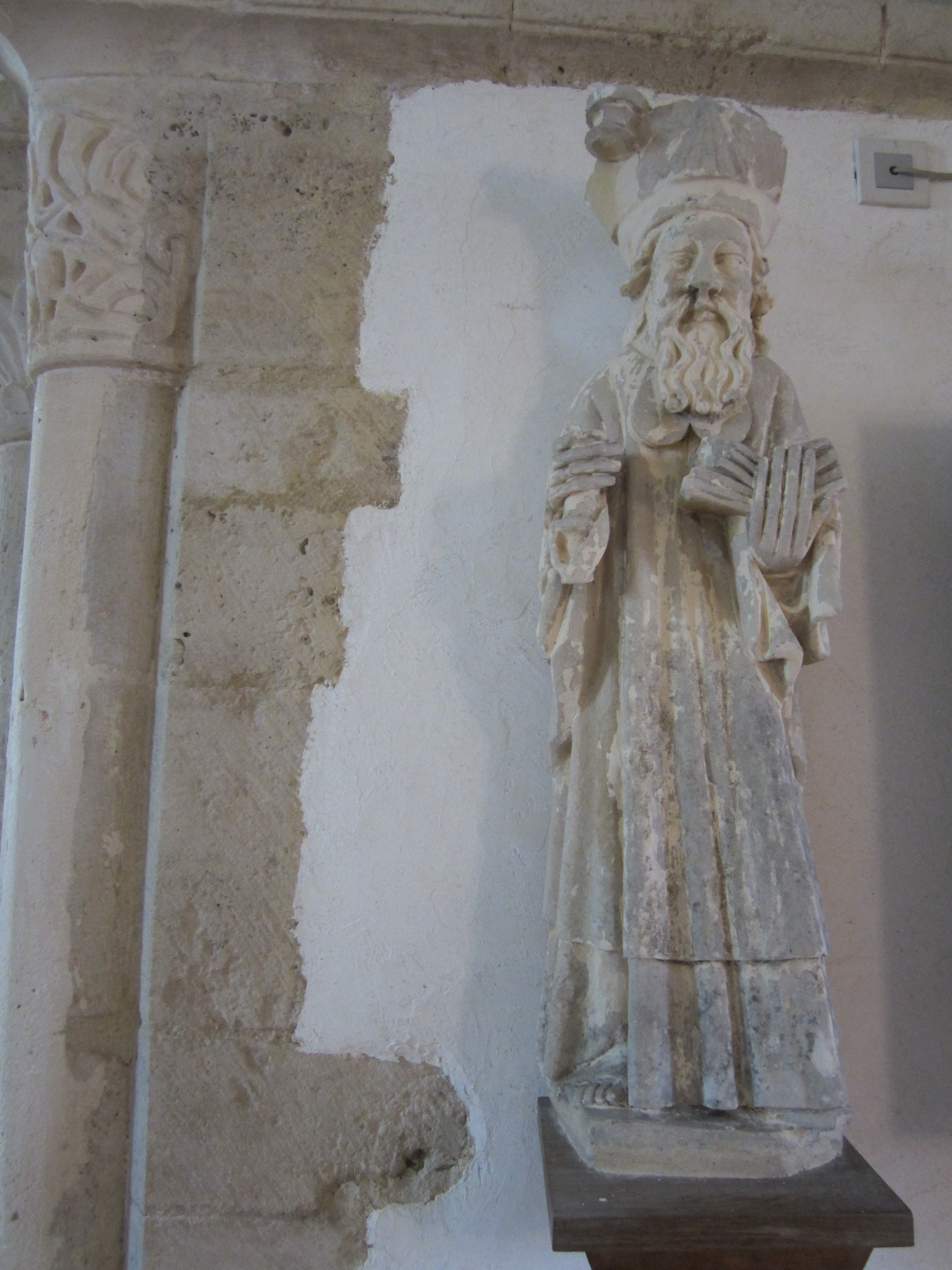
Saint Jacques.
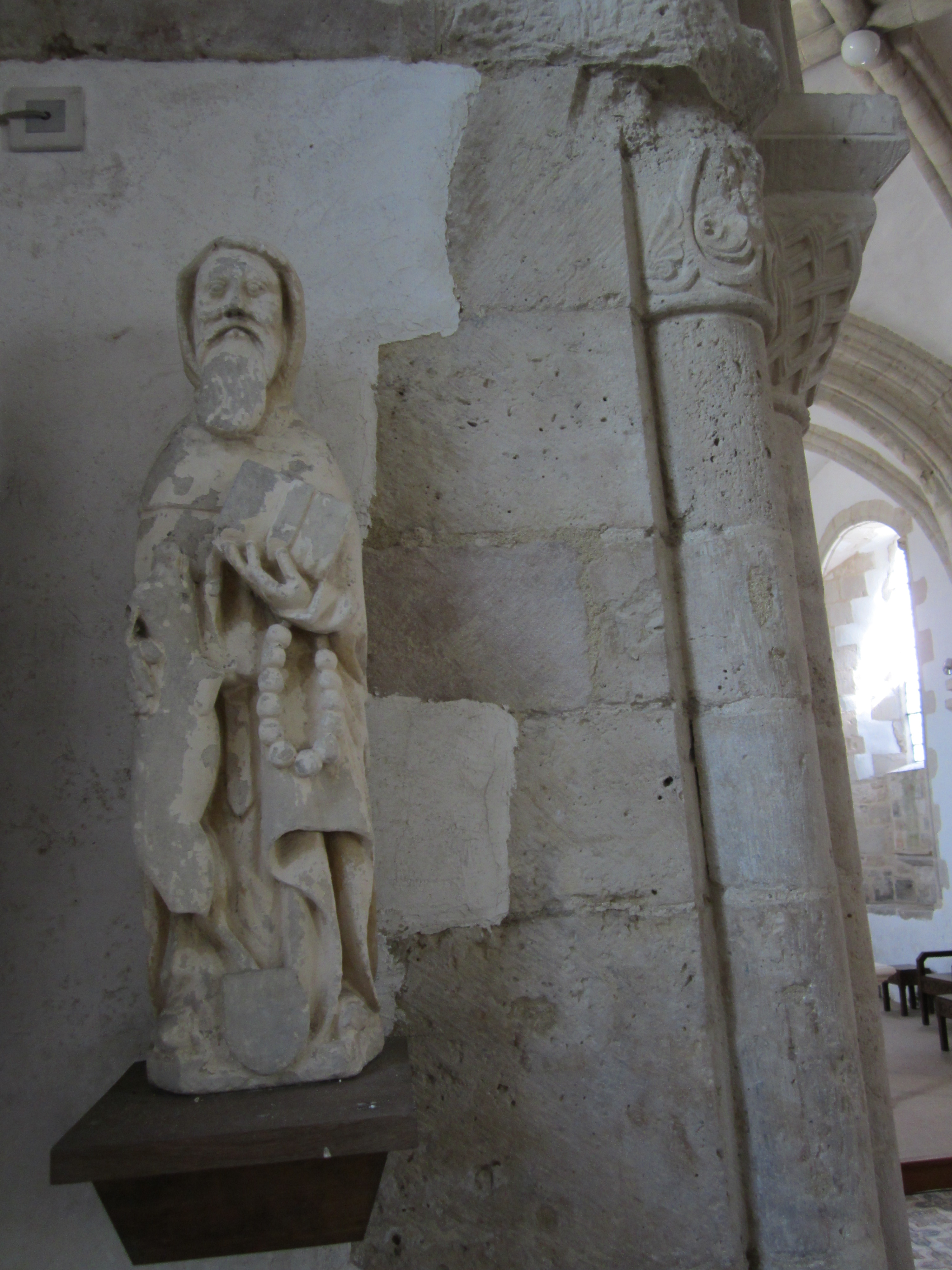
Saint Gilles.
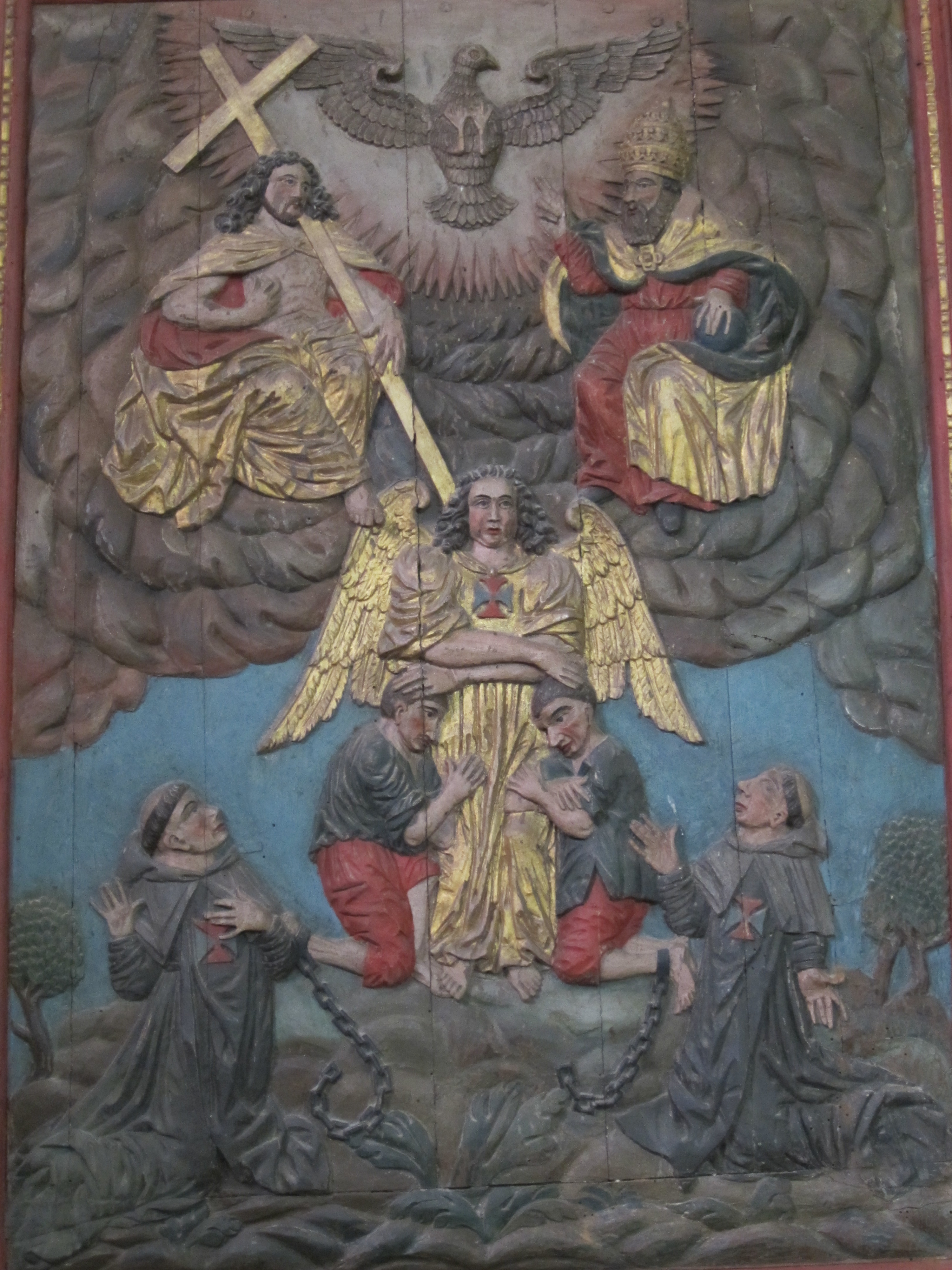
Relief du Rachat des captifs.